# Degenhart Neuchinger
Degenhart Neuchinger zu Oberneuching († 22. Januar 1624) hatte als Stiftsdekan den Vorsitz über die Augustiner-Chorherren der Fürstpropstei Berchtesgaden und konnte qua Amt auch als Stellvertreter des Fürstpropstes fungieren.

## Leben und Wirken
Zum Stiftsdekan in Berchtesgaden berufen wurde Neuchinger unter Kurfürst und Erzbischof Ferdinand von Bayern, der seinerzeit auch das Amt des Fürstpropsts bzw. Kurkölnischen Administrators von Berchtesgaden innehatte. Im Gegensatz zu einigen anderen Stiftsdekanen wurde Neuchinger nicht zum Nachfolger eines Fürstpropstes gewählt – nicht zuletzt auch deshalb, weil Ferdinand von Bayern ihn um viele Jahre überlebte.
Von Neuchinger ist ansonsten bekannt, dass er in Berchtesgaden noch als Pfarrer 1591 die Berufung des erst 13-jährigen Ferdinand von Bayern zum Koadjutor bezeugte und die Bestätigungsurkunde von 1593 als Kapitular mitunterzeichnete. Als Stiftsdekan hat er sich 1597 nach einem Blitzeinschlag von 1596 in den südlichen Turm der Stiftskirche um den Wiederaufbau zerstörter Gebäudeteile bemüht und ließ zu Anfang des 17. Jahrhunderts die Pfister-Mühle mit angeschlossener Pfisterbäckerei sowie 1614 „auf sain aignen Lasten“ das Schloss Adelsheim erbauen.

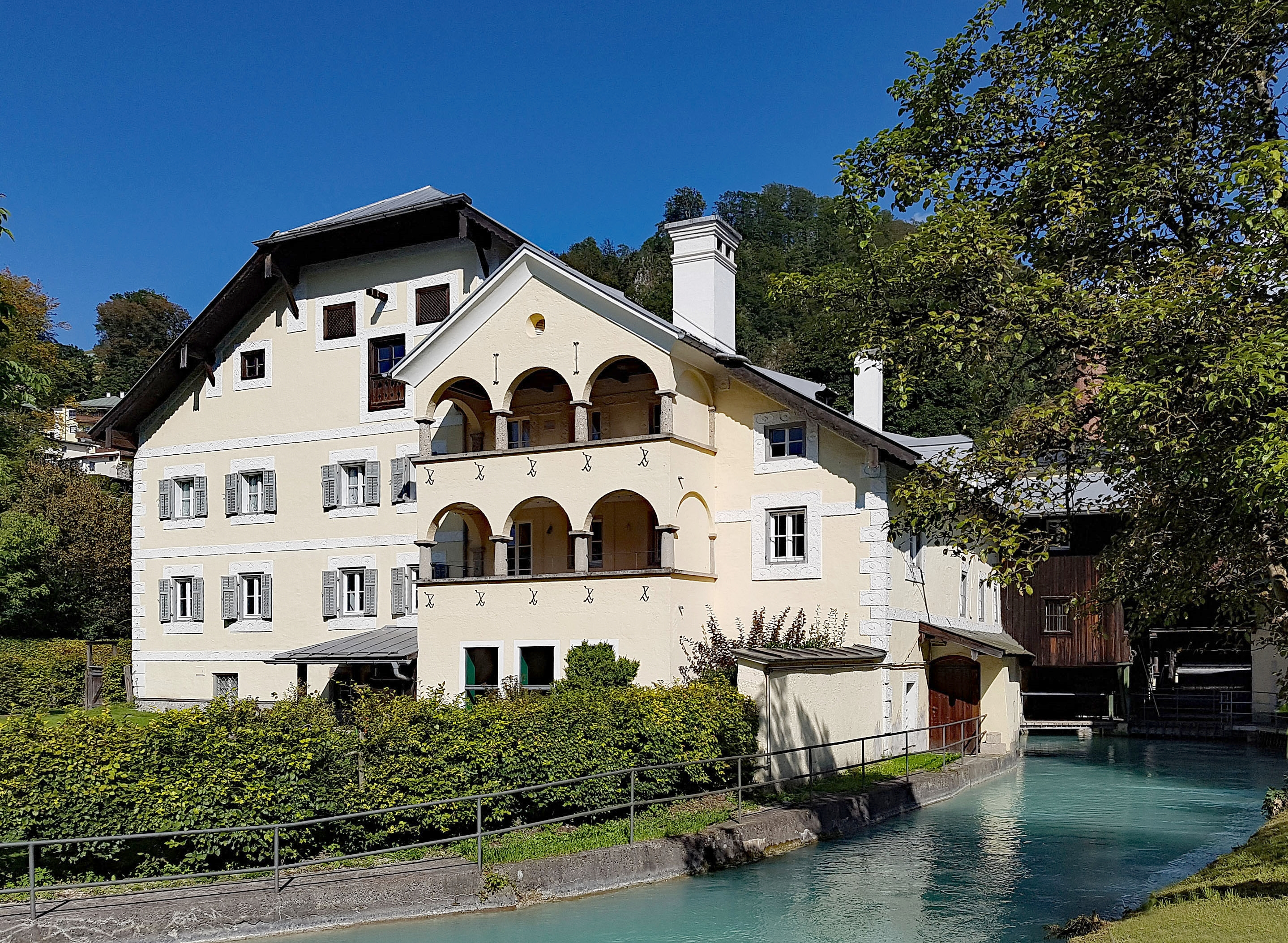
Pfister-Mühle
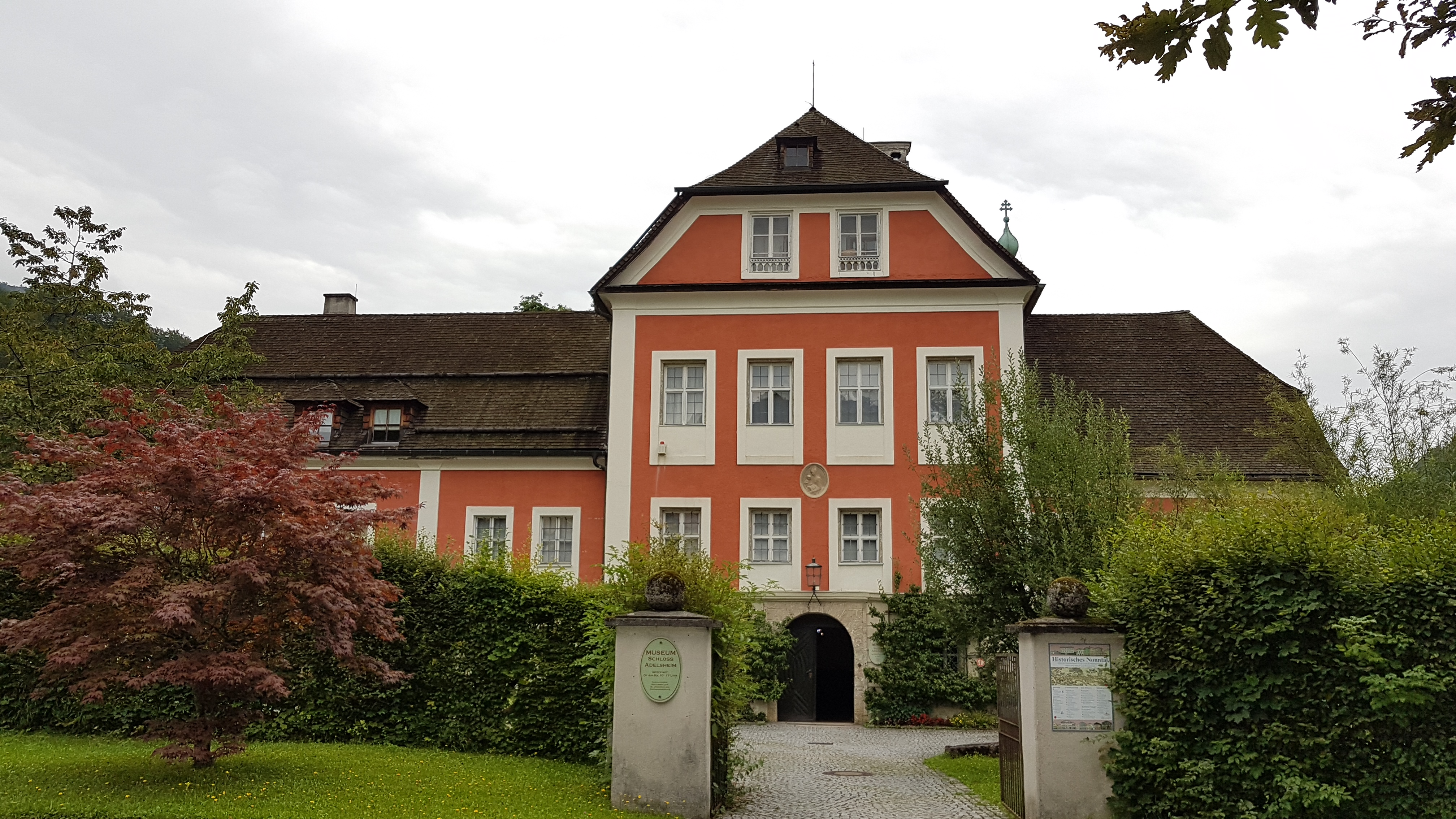
Schloss Adelsheim

## Grabmal

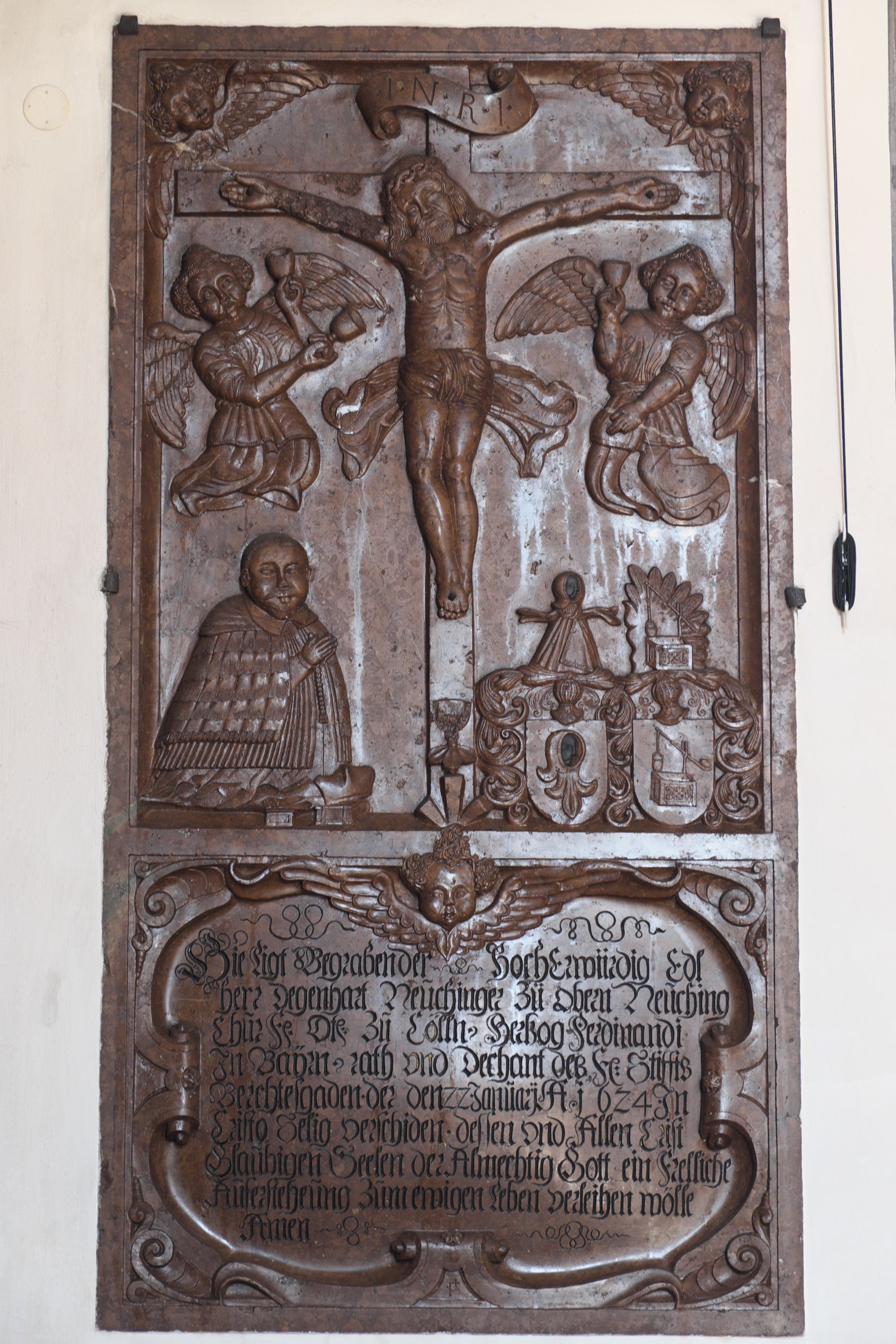
Epitaph Degenhart Neuchinger

Das Grabmal von Degenhart Neuchinger ist an einer Seitenwand der Franziskanerkirche Berchtesgaden angebracht. Weder in der Franziskanerkirche noch in der Berchtesgadener Stiftskirche sind weitere derart aufwendig ausgestaltete Grabmale für Stiftsdekane bekannt. Es zeigt über der Inschrift links unterhalb der Kreuzesdarstellung den Verstorbenen und rechts davon zwei Wappenschilde, eins davon mit mittelalterlicher Gugel-Kopfbedeckung analog zum Wappen von Neuching und dessen Ortsteil Oberneuching (allerdings gebessert um ein schwarzes Gesicht, das aus der Gugel schaut) sowie eines mit bislang nicht zuordenbarem Galgenbrunnen, die direkt darüber noch einmal als Helmzier gedoppelt sind. Insbesondere das Wappen mit der Gugel und dem schwarzen Gesicht lässt vermuten, dass Degenhart Neuchinger dem seit der zweiten Hälfte des 14. Jahrhunderts nachgewiesenen Grundherrengeschlecht der Neuchinger angehörte, das 1685 im „Mannesstamm erloschen“ ist. Da ein „Ehewappen“ bei einem im Zölibat lebenden Kleriker nicht infragekommt, könnte sich das nicht zuordenbare daneben stehende Allianzwappen womöglich auf den Stifter der Grabplatte beziehen oder auch einen ganz anderen Bezug haben.
Nachfolgend der buchstabengetreue Wortlaut der Grabinschrift (in Klammern mutmaßliche Auflösung von Abkürzungen):

„Hi ligt Begraben der Hochwürdig Edl

Herr Degenhart Neuchinger zu obern Neuching

Chur Fr. (Fürst) Dt. (Durchlaucht) Zu Cölln Herzog Ferdinandi

In Bayrn rath und Dechant des fr. (fürstlichen) Stiffts

Berchtesgaden der den 22. Januar 1624 In

Cristo Selig verschiden dessen und Allen Crist

Gläubigen Seelen der Allmechtig Gott eine frelliche

Auferstehung Zum ewigen Leben verleihen wölle

Amen“